# Drosophila ornatipennis
Drosophila ornatipennis este o specie de muște din genul Drosophila, familia Drosophilidae, descrisă de Samuel Wendell Williston  în anul 1896. Conform Catalogue of Life specia Drosophila ornatipennis nu are subspecii cunoscute.